# Ada Block
Ada Block, född Pettersson 1895 i Mulde i Fröjels socken på Gotland, död 1968, var en svensk apotekare. 
Ada Block var dotter till sjökaptenen och hemmansägaren Petter Pettersson och Emma, född Muldin. Hon växte upp tillsammans med en syster och gick i flickskola i Södertälje och avlade 1915 studentexamen i Uppsala. Hon utbildade sig i farmaci med en farmacie kandidatexamen 1918. År 1930 blev hon apotekare.
Hon bosatte sig 1929 på Gotland och fick 1940 apoteksprivilegier för apoteket i Hemse, som hade en filial i Klintehamn.
Ada Block var intresserad av äldre byggnader och köpte 1947 in 1700-talsgården Petes i Hablingbo, som hon rustade upp under en 15-årsperiod. Till gården flyttades också bulhuset Häggdarvestugan från Slite. 
Ada Block gifte sig 1923 med civilingenjören Viktor Block. Äktenskapet upplöstes formellt 1940.

## Donationer av fastigheter
Ada Block var engagerad i Gotlands Fornvänner och skänkte 1965 sina fastigheter Petes i Hablingbo, medeltidsgården Reinickegården, Kaplanen 6 vid Södra Kyrkogatan i Visby samt apoteksfastigheten Kajan II i Hemse till föreningen.